# Georges-André Euloge
Georges-André Euloge, né le 16 août 1921 à Bordeaux et mort le 31 juillet 2009 à Argenteuil, est un journaliste français qui a multiplié les révélations lors de la Guerre d'Algérie, pour le compte de l'Agence France-Presse.

## Biographie
Né le 16 août 1921 à Bordeaux, il a commencé sa collaboration avec l'AFP dans sa ville natale comme chroniqueur judiciaire à mi-temps au bureau de Bordeaux de 1949 à 1957. En 1954, envoyé spécial à Bergerac, il décrit les témoignages d'habitants pensant avoir vu des soucoupes volantes.
En avril 1958, l'Agence France-Presse l'envoie au bureau d'Alger, pour être l'adjoint du directeur du bureau Albert Dupuy. Il y reste jusqu’en 1961. À peine arrivé, il apprend de la DST que "30 supplétifs musulmans qu'on croyait ralliés ont tué leur chef, planté un drapeau français sur son cadavre, et repassé avec armes et bagages au FLN". Il est le premier aussi sur les évènements du 13 mai 1958, puis le seul journaliste autorisé à entrer sur les barricades grâce à ses amis dans le milieu activiste. Georges-André Euloge connaît bien les activistes à l'origine de l'insurrection, comme Pierre Lagaillarde et le docteur Lefevre, où les militaires en poste comme le général Massu et le colonel Thomazo, chargé de l’action psychologique. Ses reportages sur la foule algéroise sont abondamment repris par la presse internationale. Le bureau AFP d'Alger est aussi renforcé par Pierre Frédérix, Jacques Moalic, Pierre Lambert, Georges Galleand et Jean Allary.
Reporter apprécié des pieds-noirs, Georges-André Euloge décrit l’ambiance dans le centre d'Alger, le succès de l’appel à la grève générale, la manifestation, la création du comité de salut public, dont l’idée a été suggérée « par un garçon d’une vingtaine d’années » parlant au nom de « la foule », et bien sûr les tentatives d'entrisme des gaullistes dans le mouvement pied-noirs.
De retour à Paris, il est accrédité au ministère de l'Intérieur pendant 24 ans, de 1962 jusqu'à son départ en retraite en 1986, ce qui lui a permis de suivre la vie quotidienne des grands services de police et d'écrire d'une "Histoire de la police et de la gendarmerie, des origines à 1940". À ce poste, il fut l'auteur de multiples scoops, parmi lesquels l'annonce de l'assassinat du Pdg de Renault Georges Besse par le groupe terroriste Action directe en novembre 1986. Il meurt en juillet 2009 à l'hôpital de Suresnes à l'âge de 87 ans, laissant une femme et son fils Jean—Philippe Euloge .